# SR 21 (société)
Pour les articles homonymes, voir SR 21.
La SR 21 est une société d'économie mixte chargée, lors de sa création en 2002, de la mise en place d'un Agenda 21 pour l'île de La Réunion, département d'outre-mer français dans le sud-ouest de l'océan Indien. En 2011, présidée par Jean-Louis LAGOURGUE, vice-président du conseil régional de La Réunion, elle accompagne le développement économique et l'innovation sur le territoire de La Réunion. 